# Tetramorium petersi
Tetramorium petersi är en myrart som beskrevs av Auguste-Henri Forel 1910. Tetramorium petersi ingår i släktet Tetramorium och familjen myror. Inga underarter finns listade i Catalogue of Life.